# Higos de España

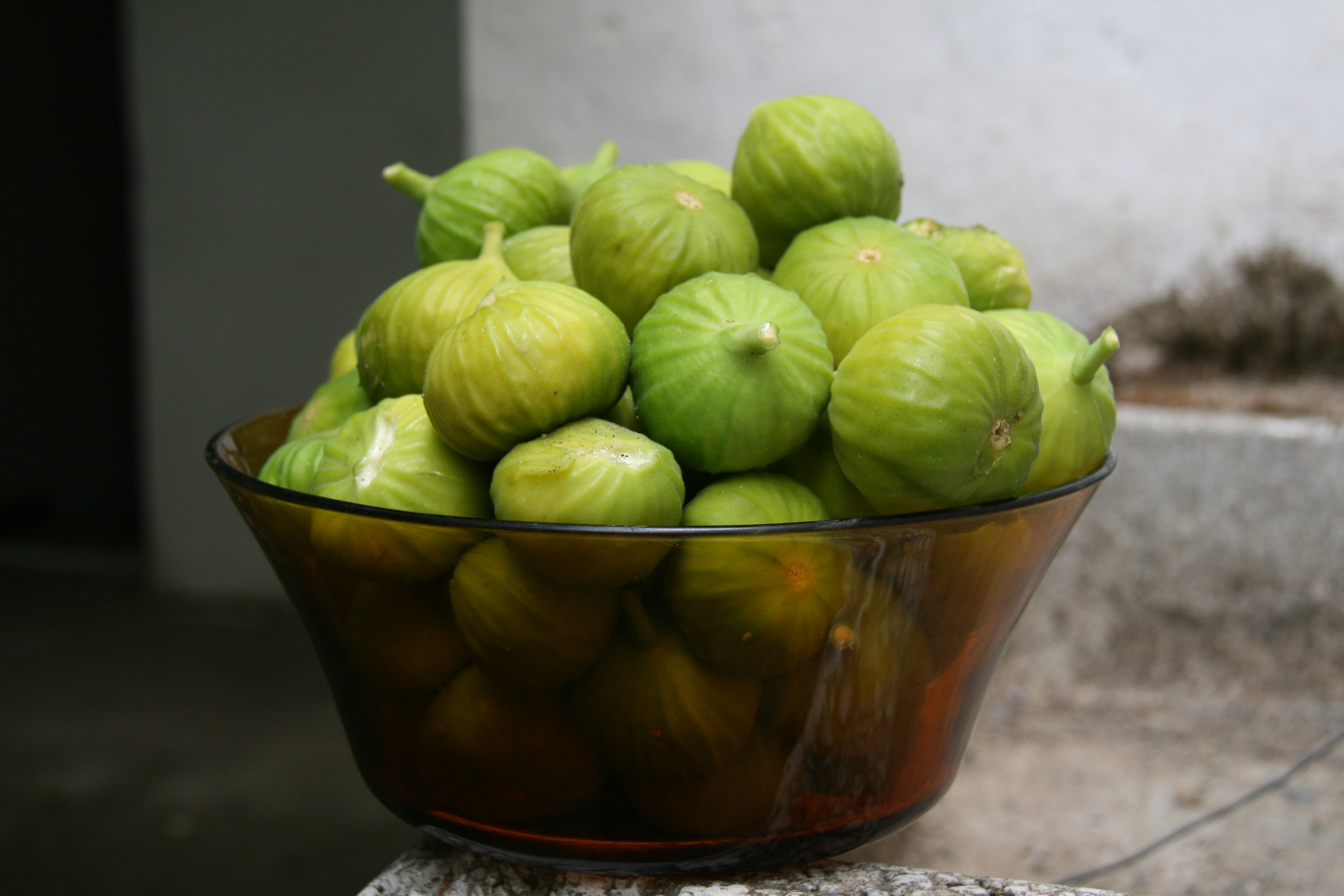
Higos verdales en cuenco.

Los higos de España se cosechan de cultivares de higueras de tipo partenocarpias de 'Higo Común' y en menor medida de higueras tipo 'San Pedro', y tipo 'Smyrna', de Ficus carica bíferas y uníferas, muy cultivados desde épocas antiguas en todo el territorio de diversidad de zonas climáticas. Se cultivan principalmente para la producción de higos frescos cuya cosecha es absorbida por el mercado interno, también se cosechan como higo seco paso y otras aplicaciones (dulces, pasteles, mermeladas, siropes..), para exportar a numerosos países.

## Historia
La higuera aparece en todas las historias de los orígenes de las culturas de todo el mundo. Las higueras han proporcionado alimento, refugio, medicamentos y materiales a los seres humanos desde que existen como tales. Los higos nos han acompañado desde hace casi 80 millones de años. Las higueras alimentaban a nuestros antepasados prehumanos, han influenciado diversas culturas y desempeñaron papeles clave en los albores de la civilización. Aparecen siempre en cada religión principal, ya sea junto a Adán y Eva, Krishna, Buda, Jesús y Mahoma.
El higo se menciona con frecuencia en la Biblia y está incluido en el Jardín del Edén. Es un alimento tradicional en la celebración de la Pascua Judía. La higuera figura en la fundación de grandes culturas y religiones. Rómulo y Remo, los fundadores de Roma, fueron amamantados por una loba debajo de una higuera, que más tarde, en la época de Plinio, fue venerada como un árbol sagrado. Mientras estaba sentado bajo una higuera, Siddhartha Gautama tuvo la revelación que formó los cimientos del budismo.
Los higos han sido apreciados tanto por su valor medicinal como dietético. Mitrídates, el rey griego de Ponto, anunció los higos como un antídoto para todas las dolencias e instruyó a sus médicos a considerar sus usos como medicina.
Plinio de Roma dijo: "Los higos son reconstituyentes. La mejor comida que pueden consumir aquellos que sufren de enfermedades prolongadas y están en vías de recuperación. Aumentan la fortaleza de los jóvenes, preservan a los ancianos en mejores condiciones de salud y los hacen más saludables, parecer más joven con menos arrugas ".
Los primeros griegos tenían tan apreciados los higos que se consideraba un honor otorgar el follaje y la fruta. En los Juegos Olímpicos originales, los atletas ganadores fueron coronados con coronas de higos y se les dieron higos para comer.
La higuera común probablemente se originó en la parte fértil del sur de Arabia. Los registros antiguos indican que tanto el rey Urukagina de la era sumeria como los asirios estaban familiarizados con él.
No existen registros de su introducción a esta área, pero el cabrahigo, ancestro de la higuera comestible, todavía se encuentra allí creciendo silvestre. Desde el sur de Arabia, la tribu Basra trajo el higo a la antigua Dumez y al Coe Siria. Durante un período de varios siglos, se extendió lentamente desde allí a Siria y la costa mediterránea. Una vez que los higos llegaron a la costa, se extendieron rápidamente por toda la región mediterránea con la ayuda de las naciones marítimas.

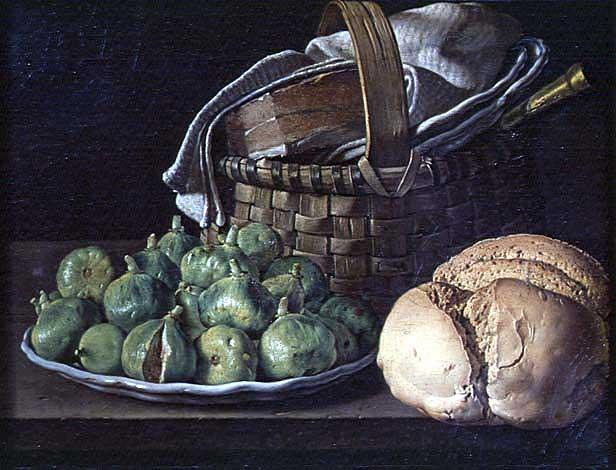
Pintura al óleo de Luis Egidio Meléndez Naturaleza muerta con higos frescos.

Si bien es probable que el hogar de la higuera comestible sea la antigua Arabia, el origen de la industria del higo cultivado es sin duda alguna en otros lugares. Casi todos los cultivos subtropicales actualmente cultivados, por ejemplo, cítricos, almendras, pistachos, nueces, duraznos, aceitunas, dátiles y ciruelas, se cultivaron inicialmente en lugares desconocidos en Asia occidental o Asia Menor.
La única civilización conocida de suficiente edad y sofisticación capaz de estos logros es la de los mesopotámicos, que vivieron en los valles de los ríos Tigris y Éufrates hace más de 10.000 años y se les acredita como los cultivadores originales de muchos cultivos hortícolas y agronómicos importantes modernos.
Durante siglos, desde que comenzó a ser cultivado en el norte de Anatolia (Turquía) 3.000 años antes de Cristo, ha persistido y sobre todo en la zona de Caria y tanto es así que de aquí toma el nombre científico de Ficus carica.
El higo procede del Oriente Próximo, se piensa que los fenicios lo introdujeron en el Mediterráneo (así como en el sureste de la península ibérica e islas baleares) y los Griegos en Palestina, Asia Menor y el noreste de la península ibérica

## Importancia de las higueras
La historia de la higuera es inseparable de las avispas, numerosas especies de insectos pequeños que han evolucionado para emparejarse respectivamente en simbiosis con especies individuales de higo. Gracias a este acuerdo, los higos sostienen más especies de aves y mamíferos que cualquier otro árbol, haciéndolos vitales para las selvas tropicales. En un tiempo de retroceso de los árboles y el aumento de las temperaturas, su historia ofrece esperanza.
El árbol de higos no tiene flores en sus ramas, las flores están dentro de la fruta.
Estas numerosas flores pequeñas producen las pequeñas semillas crujientes, que dan a los higos su textura única como frutos secos. La polinización ( en higos tipo 'San Pedro', y tipo 'Smyrna'), es por un pequeño aguijón de la avispa Blastophaga psenes, que al salir de los higos machos y entrar por el "ojo" (ostiolo) en el fondo de los higos hembra, inconscientemente los poliniza cepillando polen sobre las flores femeninas para que la fruta madure. Luego sale de los higos para polinizar otras frutas.
Además, debido a sus contribuciones como especie clave en los ecosistemas de todo el mundo, los higos han ayudado en los esfuerzos de reforestación y la mitigación del cambio climático. Han contribuido a la teoría de la evolución, el nacimiento de la agricultura y posiblemente el desarrollo humano de los pulgares oponibles. De esta manera, las higueras han afectado a la humanidad en formas profundas pero poco conocidas.

## Higos en España
España es conocida en todos los rincones del mundo por sus productos agrícolas. Exporta millones de toneladas de frutas y verduras cada año. En el campo de los higos, España es uno de los mayores productores mundiales. Aunque las empresas locales no exportan higos frescos que son absorbidos por el mercado interno, sin embargo constantemente buscan oportunidades para este tipo de fruta para la exportación a mercados internacionales como productos derivados del higo seco.

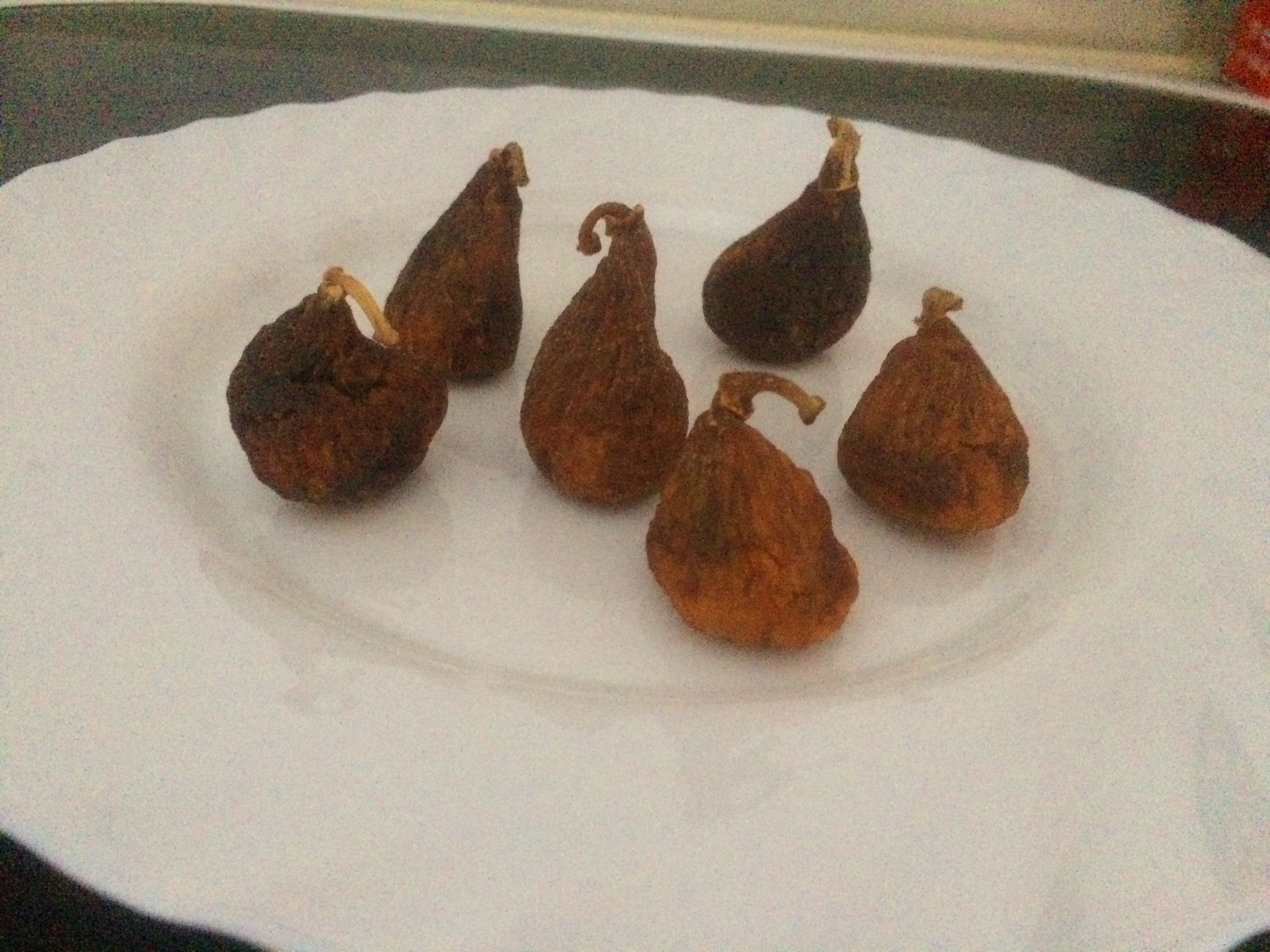
Higos 'Calabacita' de Extremadura secos.

En la mayoría de las partes del mundo los higos no se consideran como una fruta básica o normal. Es una fruta con sabores exóticos, que es lo que parece buscar el mercado en estos días.

## Cultivo de higueras en España
Dentro de la Unión Europea, España es, junto a Grecia y Portugal, el mayor productor de higos. Aunque la extensión de su cultivo y su producción, con alguna excepción, ha ido decayendo en los últimos años.
Según los últimos datos oficiales de Anuario de Estadística Agraria del Ministerio de Agricultura, España llegó a contar hace algo más de 15 años con más de 20.000 hectáreas de cultivo y una producción superior a las 60.000 toneladas anuales. En la actualidad, la extensión real del cultivo se sitúa en las 12.500 hectáreas, con cerca de 30.000 toneladas de producción al año. España es actualmente  el noveno productor mundial de higos y el primero de la Unión Europea, por delante de Grecia y Portugal.
Por regiones, Extremadura lidera en extensión y producción el cultivo de la higuera, con 5.220 hectáreas y algo más de 8.200 toneladas, muy concentradas en las zonas de Almoharín-Comarca de Montánchez y Tamuja en la provincia de Cáceres, y en los términos de Salvaleón, Higuera de Vargas y Barcarrota, en la de Badajoz. También es muy importante el cultivo en extensión en las Islas Baleares con 2.287 hectáreas, al igual que Granada muy centrado en la zona de La Contraviesa con 1.860 hectáreas donde se cultivan las únicas variedades tipo 'Smyrna' de la península ibérica.
Seguidas de Galicia, Comunidad Valenciana, Castilla y León y Castilla-La Mancha. La evolución del cultivo ha sido diferente dependiendo de la Comunidad Autónoma; en Baleares se ha producido un descenso brusco frente a Galicia, donde la superficie ha aumentado. El resto disminuyen la superficie de manera progresiva o se mantienen estables (MAGRAMA, 2012).
En España, en 2012, el sector del higo facturó 33,9 millones de euros, según los datos del reciente avance del Anuario Agrario 2012, con un precio medio pagado de 116,7 euros por cada 100 kilos (MAGRAMA, 2013). En la comercialización de brevas e higos frescos en España destacan empresas y cooperativas de la Vega Baja del Segura, como la cooperativa « AlbaFruits », que comercializa en torno a 1.000 toneladas anuales de higos frescos, exportando parte de su producción a Francia, Alemania y Reino Unido. La « Agrupación de Cooperativas del Valle del Jerte » y la cooperativa « Regadhigos », ambas de la provincia de Cáceres, y la « Cooperativa Valle de Gredos », de la provincia de Ávila, son algunas de las grandes productoras y comercializadoras de higos secos y, en menor medida, de fresco, con un volumen global cercano a las 2.300 toneladas.

## Producción de higos en España
Este gráfico se basa en estadística de FAO en el cual demuestra el porcentaje de España en el mercado global del higo.
Dentro del ranking mundial de los 10 mayores productores de higos, la producción de España ocupa el noveno puesto siendo Turquía el primero en la lista como el mayor productor de higos del mundo con 305,450 toneladas, Egipto con 167,622 tn, Argelia con 131.798 tn., Irán con 70.178 tn., Marruecos 59.881 tn., Siria 43.098 tn., Estados Unidos 31.600 tn., Brasil 26.910 tn., España 25.224 tn., Túnez 22.500 tn.
Sin embargo según la última estadística de FAO (con fecha de 2003) Turquía es el primer país en la exportación del higo seco estos últimos años y donde los higos turcos secos se exportan a todos los países consumidores del mundo.
Después de las fases de maduración y secado de los higos que tienen lugar en el árbol, el cultivo se recoge y se transfiere a la fábrica. La fruta pasa a través de dos tipos más de selecciones, donde las máquinas y los trabajadores los clasifican con cuidado para eliminar la fruta manchada y no deseada y también, seleccionando para diferentes propósitos.

## Variedades de higueras en España
Según las cifras de 2005, el área de huertos dedicados al cultivo de higueras en España es alrededor de 12,500 hectáreas.
En España hay una gran cantidad de variedades y probablemente mucha sinonimia. En su gran mayoría son higueras partenocárpicas de tipo 'Higo Común' y en menor medida 'San Pedro' y 'Smyrna' son de mencionar : 
| Cultivar | N.º de cosechas                                                                      | Uso                                                                             | Vigencia del cultivo                                                                              |
| --- | ------------------------------------------------------------------------------------ | ------------------------------------------------------------------------------- | ------------------------------------------------------------------------------------------------- |
| Higuera „'Albacor“ ú „Colar Elche“, tipo 'Higo Común', piel púrpura oscuro, pulpa color frutos rojos                                                                                     | 2, bífera (finales de mayo a finales de julio breva y 5 de agosto a septiembre higo) | Brevas e higos de alta calidad para consumo en fresco.                          | Común, presente en plantaciones de higueras y en huertas (Comunidad Valenciana e Islas Baleares). |
| Higuera „Calabacita“ o „Bermesca“, tipo 'Higo Común', color verde amarillento, pulpa color ámbar claro                                                                                   | 2, bífera ( junio a finales de julio breva y 5 de agosto a finales septiembre higo)  | Secado de los higos para su venta o transformación. También como higo en fresco | Variedad predominante, plantada sola o en asociación con otros frutales en Almoharín Extremadura. |
| Higuera „Blanca de Pasa“ tipo 'Smyrna', piel verde claro, pulpa rojiza | 1, unífera (agosto a mediados de septiembre)                                         | Alta calidad, consumo de higos frescos e higos secos pasos.                     | Presencia común en las huertas La Contraviesa Granada.                                            |
| Higuera „Blava“ o „Higo Azul“ tipo 'Higo Común', piel azul intenso, pulpa rojiza | 2, bífera ( junio a finales de julio breva y 5 de agosto a finales septiembre higo)  | Consumo en fresco.                                                              | Común, presente en plantaciones de higueras y en huertas ( Islas Baleares e Islas Canarias).      |
| Higuera „Cendrosa“ o „Hivernenques“, tipo 'Higo Común', piel verde ceniza con manchas, pulpa rosada                                                                                      | 1, unífera (desde julio a primeros de septiembre)                                    | Consumo de higos frescos y para secado.                                         | Presencia común en las huertas en Tortosa Cataluña.                                               |
| Higuera „Tiberio“ o „Lampaga“, tipo 'San Pedro', piel violeta oscuro a negro, pulpa color rojizo                                                                                         | 2, bífera (15 de junio a 15 de julio breva y 5 de agosto a septiembre higo)          | Consumo de brevas frescas e higos frescos y secos.                              | Presencia común en las huertas de Barcarrota Extremadura.                                         |
| Higuera „Burjasot Negro“ ó „Violette de Solliès“ tipo 'Higo Común', piel violeta oscuro con costillas marcadas, pulpa roja                                                               | 1, unífera (principios de agosto a principios de octubre)                            | Consumo de higos frescos, tienen buenas aptitudes para secado.                  | Presencia común en las huertas (Comunidad Valenciana).                                            |
| Higuera „San Antonio“ tipo 'Higo Común', piel verde claro con amarillo limón, pulpa rosada                                                                                               | 2, bífera (15 de junio a 15 de julio breva y 5 de agosto a septiembre higo)          | Consumo de higos frescos y secos.                                               | Presente en algunas huertas de Barcarrota Extremadura.                                            |
| Higuera „Paratjal“ ó „Pelejal“ tipo 'Higo Común', piel variegada verde morada clara con tonos verdosos, pulpa roja                                                                       | 2, bífera (15 de junio a 15 de julio breva y 5 de agosto a septiembre higo)          | Consumo de brevas e higos frescos.                                              | Presente en algunas huertas (Comunidad Valenciana, Cataluña e Islas Baleares).                    |
| Higuera „Toro Sentado“ “ tipo 'Higo Común', piel color de fondo negro y sobre color violeta oscuro, pulpa roja. Seleccionada y mejorada en la « Estación Experimental Agraria de Elche » | 2, bífera (a partir de 31 de mayo breva y 31 de julio higo)                          | Consumo de brevas e higos frescos.                                              | Presente en algunas huertas de cultivo intensivo de la Comunidad Valenciana.                      |